# Myrmarachne constricta
Myrmarachne constricta es una especie de araña araneomorfa de la familia Salticidae.

## Distribución geográfica
Es endémica de Seychelles.